# Xavier Romero-Frias
Pour les articles homonymes, voir Romero et Frias (homonymie).

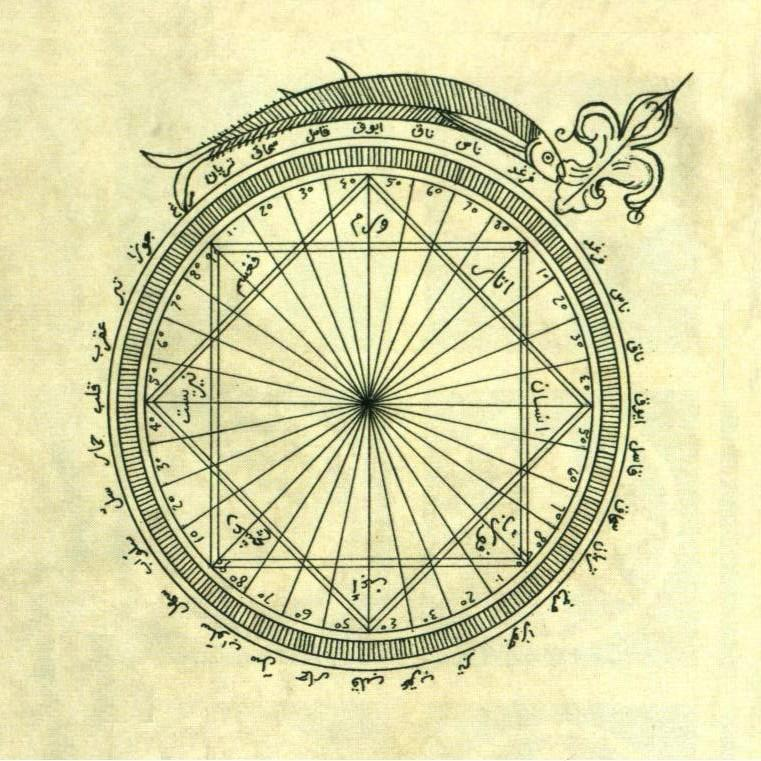
Dessin d'un poisson sur un livre d'astrologie recueilli par Xavier Romero Frías a l'Atoll Addu.

Xavier Romero-Frias, né à Barcelone en 1954, est un anthropologue espagnol, spécialiste de la culture des Maldives.
Ses livres sur les contes, mœurs et traditions locales ont été interdits par le gouvernement des Maldives.

## Biographie
Arrivé aux Maldives en 1979, il s'installe dans l’ile de l'île de Fua Mulaku, au sud de l'archipel, parmi les habitants de l'île dont il apprend la langue et étudie les mœurs. Après douze ans il a recueilli, traduit et annoté une grande partie de la tradition orale des Maldives.
Quinze ans plus tard il poursuit ses recherches en Inde ou après douze ans d’études il trouve des indices qui lui permettent d’élucider les sources des traditions des Maldives.
Pendant les dernières années il a publié deux livres, écrit de nombreux articles et donné des conférences sur l’islam traditionnel, le syncrétisme dans l’islam et les causes du terrorisme islamiste,,.

## Ouvrages
- The Maldive Islanders : a study of the popular culture of an ancient ocean kingdom (monographie sur la culture populaire des Maldives), NEI, 1999
- (en) Folk Tales of the Maldives, Copenhague, NIAS Press, 2012, 240 p. (ISBN 978-87-7694-104-8 et 978-87-7694-105-5, OCLC 835285688, BNF 42749727, SUDOC 172049393, présentation en ligne, lire en ligne).
- Romero-Frias, Xavier (ed.), L'ancien alphabet des Maldives (Divehi Akuru - 1)[6].
- Romero-Frias, Xavier (ed.), La langue de Minicoy (Maliku Taana - Devana Foiy)[7].